# Жизненная позиция
Жизненная позиция — уникальная и субъективная, индивидуальная перспектива, точка зрения, отношение личности к аспектам жизни, включая мировосприятие, убеждения и социальное взаимодействие. Формируется под воздействием факторов, таких как образование, опыт, ценности и социокультурная среда. Является фундаментом для принятия решений и выбора. Явно выделяется активная, подразумевающая инициативу, или пассивная, лишь с адаптацией. Образцом служит взгляд молодёжи на обучение, работу и научение от других людей в обществе, зависит от положительных аспектов, включая стабильные межличностные отношения и нравственное сознание, а также отрицательных, например антисоциальные стереотипы. Развитие поколений является важной задачей социума, требующей гармоничного развития знаний, научные модели, социальные практики и моральное воспитание, начиная с раннего детства.

## Понятие и определение
Жизненная позиция, больше, чем просто установки и взгляды, в прямом смысле этого словосочетания, отражает суть того, как человек воспринимает мир вокруг себя и какие решения принимает на каждом этапе жизни. Своеобразный компас, который направляет действия и определяет приоритеты, оказывает фундаментальное влияние на поведение, мысли и сознание. Формируется под воздействием социума и имеет глубокие корни в индивидуальности.
В научном контексте, представляет собой комплексную систему, где личностные элементы превращаются в убеждения, ценности и ориентации, а субъектные элементы — ресурсы для самореализации в социальных ситуациях. Включает в себя эмоции, духовность и мотивацию, которые формируют жизненные направления, убеждения и усилия для их достижения. С точки зрения субъектно-ресурсной парадигмы, жизненная позиция становится важным субъектно-личностным ресурсом в сфере труда. Теоретический анализ позволяет классифицировать жизненные позиции по различным параметрам, таким как общественная направленность, уровень активности, интеграция жизненных отношений.

## Формирование и факторы
Современная психологическая работа с учениками становится более ответственной и ориентированной на социальные последствия, отличается от классического подхода, где психологические аспекты формировались через односторонний диалог, включая когнитивные и личностные аспекты. Сложные психологические концепты могут быть неопределёнными для школьников. Современная психологическая работа ориентирована на логическое формирование социальных интересов школьников с учётом их потенциала, что способствует развитию личности и самосознания. Однако уровень притязаний школьников может не соответствовать их способностям из-за недостаточной информированности о будущих требованиях. Психологическая работа также оценивается через понятие «психологическое здоровье», где отклонения часто рассматриваются как следствие неуспешной социализации, что может вызвать эмоциональные и поведенческие проблемы. Комплексный подход в психологической работе становится более важным, учитывая использование современных технологий информационных коммуникаций обучающихся. Подход ориентирован на обобщённые показатели, связанные с социальными установками на будущее и личностным развитием в прошлом, что способствует развитию активной жизненной позиции школьников и представляет интерес для дальнейших исследований.
Научное исследование, направленное на анализ доминирующей жизненной позиции среди современной молодёжи, выявило следующие существенные характеристики в контексте процесса самоопределения. Во-первых, выявлена относительная стабильность жизненных убеждений, сохраняющихся даже при неопределённости в собственной оценке в отношении своего поколения. Во-вторых, обнаружено отсутствие различий в восприятии себя и своего поколения с точки зрения гендерных аспектов, за исключением случаев, связанных с «безнадёжной» жизненной позицией. Кроме того, установлена тесная связь между жизненной позицией и психологическим благополучием, а также взаимосвязь между «здоровой жизненной позицией» и психологическим благополучием. Однако стоит отметить, что лишь 22,9% респондентов из общей выборки имеют «здоровую жизненную позицию», которая позволяет взаимодействовать с внешним миром более гибко и адаптивно. Позиция также связана с уровнем образования и кругом общения, но не зависит от финансовой успешности и наличия работы. Таким образом, доминирующая жизненная позиция играет важную роль в субъективном мировосприятии молодых людей и непосредственно влияет на психологическое благополучие. Факт следует учитывать при разработке социальной молодёжной политики и оказании психологической поддержки молодым людям в период самоопределения.

### Активная жизненная позиция
Активная жизненная позиция характеризуется внутренней «обеспокоенностью» и позитивной направленностью в социальных взаимодействиях. Позиция способствует саморегуляции и чётко определённым целям.
Активность жизненной позиции проявляется в устойчивости, целостности и способности видеть смысл в любых возникающих моментах, убеждение в возможности изменения собственной жизненной ситуации через усилия и веру в положительный исход событий. Способность преодолевать трудности, адаптироваться к изменяющимся условиям и организовывать свою жизнь.

### Пассивная жизненная позиция
Пассивная жизненная позиция обусловлена неопределённостью и размытостью смысла в жизни. Проявляется как через недоверие к бурной деятельности, но также является результатом рационального выбора и дистанцирования в социальном пространстве.

## Влияние на принятие решений
Жизненная позиция оказывает влияние на принятие решений, поскольку мотивация и активность в саморазвитии и включение в общественные процессы, а также участие в принятии решений, в значительной мере зависят от личных убеждений, ценностей и отношения к собственной роли в обществе и культурной деятельности.
Личные убеждения, ценности и общая философия жизни, сформированные в ходе индивидуального жизненного пути, имеют значительное воздействие на способ, которым человек анализирует информацию и делает выбор при принятии решений. Факторы формируют так называемую «жизненную позицию», которая является ключевым аспектом в решении проблем и стоит в центре психологической деятельности человека. «Жизненная позиция» влияет на то, как индивид воспринимает окружающий мир, определяет ценности и приоритеты, а также формирует личные установки и ожидания. Важно отметить, что жизненная позиция является динамической и может изменяться под воздействием опыта, обучения и внешних событий. При принятии решений личность активно обращается к «жизненной позиции», поскольку таковая является фундаментальным фильтром, через который происходит анализ доступных альтернатив и оценка соответствия личным ценностям и убеждениям. Таким образом, «жизненная позиция» влияет на выбор и приоритеты в принятии решений. Понимание влияния жизненной позиции на процесс принятия решений имеет важное значение для психологии и понимания человеческого поведения, поскольку помогает объяснить, почему люди часто предпочитают определённые варианты действий, основываясь на своих индивидуальных запечатлённых установках.
Позиция и подходы к ситуациям:
1. Деловая. Ощущение и чувство ситуаций в контексте деловой проблематики, способность ориентироваться на интересы деловой сферы. Активность и готовность, направленные на решение бизнес-задач.
2. Ценностная. Ценностные ориентации играют важную роль, склонность учитывать моральные и ценностные аспекты при принятии решений. Влияет на выбор определённых путей и действий, согласующихся с убеждениями.
3. Семейная. Большее внимание семейным аспектам, действия, которые способствуют укреплению семейных отношений и соответствуют семейным ценностям.
4. Личностная. Акцент на личностном развитии и моральном выборе, вероятно, расположенность к самоанализу, индивидуальному росту и развитию.
5. Эгоцентрическая. Ориентация на свои личные интересы и самозащиту, принятие решений, которые в первую очередь служат собственным целям.

## Развитие поколений
В ходе сравнительного анализа данных мониторинговых опросов среди учащихся 7-9-11 классов с 1991 по 2017 год, выявлено, что психосоциальное благополучие зависит от экономической и политической обстановки. Изменения в самооценке жизненного успеха отражают социально-экономическую динамику, а планирование жизни варьирует в периоды политических кризисов. Оценки жизненного успеха и ценностные ориентации зависят от возраста и социальной страты. Исследование выявило пять ключевых оппозиций в «жизненной позиции» подростков и подчеркнуло важность учёта гендерных, возрастных и социальных факторов при анализе различий между поколениями в их психосоциальном благополучии.
Две стороны выбора:
1. Самореализация или физическое благополучие (здоровье);
2. Поддержание норм подростничества или независимость, самостоятельность (взрослость);
3. Ситуативность или проблематизация будущего;
4. Пессимизм или оптимизм;
5. Друзья или семья, социальное признание.